# Gaetano Salvatore
Gaetano Salvatore, detto Nino (Accadia, 28 luglio 1932 – Napoli, 25 giugno 1997), è stato un medico italiano, docente universitario, ricercatore e studioso nel settore della biochimica, biologia molecolare, fisiologia e patologia della ghiandola tiroide.

## Biografia
Si è laureato in medicina e chirurgia a 23 anni e, a 32, è diventato professore ordinario di patologia generale presso l'Università degli Studi di Napoli Federico II, dove poi è stato preside della 2ª Facoltà di Medicina e Chirurgia dal 1981 al 1993.
Ha lavorato, altresì, all'estero per molti anni in diversi istituti di ricerca europei ed americani: tra questi il Collège de France di Parigi, diretto dal tireologo Jean Maria Roche, ed i National Institutes of Health di Bethesda a Washington.
È stato direttore del Centro di Endocrinologia ed Oncologia Sperimentale del CNR per diversi anni e poi presidente del Comitato di Consulenza per le Biotecnologie e la Biologia molecolare sempre del CNR.
Dal 1987 ha ricoperto, per oltre 10 anni, la carica di presidente della Stazione Zoologica di Napoli, ente di ricerca nazionale fondato da Anton Dohrn alla fine dell'800, e sede di soggiorni di studio di Premi Nobel e autorevoli studiosi nel campo della biologia e della biologia marina
È stato membro ordinario nazionale dell'Accademia Nazionale dei Lincei e in precedenza corrispondente di essa dal 1980; socio della “Societé de Biologie”; membro della Accademia di Medicina Finlandese; ha fatto parte di numerose società scientifiche ed accademie nazionali ed internazionali.
È stato membro del Comitato Nazionale di Bioetica della Presidenza del Consiglio e, a Bruxelles, ha fatto parte del Comitato della CEE quale rappresentante italiano per la formazione medica e per le biotecnologie.
Per la sua attività nel campo della ricerca biomedica, ha ottenuto riconoscimenti nazionali ed internazionali, tra i quali la presidenza della European Thyroid Association, il Premio Feltrinelli 1974 dell'Accademia Nazionale dei Lincei ed il maggior riconoscimento del Governo degli Stati Uniti a studiosi di biologia e medicina, la Fogarty Scholarship in Residence, con permanenza a Bethesda (USA) per un anno.
Nel 1996 il governo francese lo ha insignito del titolo di “Chevalier dan l'Ordre Nationale du Mèrit”.
Tra i suoi studi più importanti si ricorda l'identificazione e la scoperta della iodoproteina 27S, nonché gli studi sui meccanismi di regolazione della funzionalità tiroidea.
Negli anni ’80 è stato il principale artefice della revisione del curriculum degli studi di Medicina con la “Tabella XVIII”, denominazione tecnica che ha significato l’allineamento dell’Italia ai maggiori paesi europei ed ha reso obbligatoria l’attività di tirocinio pratico per gli studenti.

## In memoria
A lui è dedicata una via di Napoli che costeggia la Scuola di Medicina e Chirurgia ed il Policlinico dell'Università "Federico II" e dove è situato l'Istituto di Ricerca CEINGE-Biotecnologie Avanzate; l'Aula Magna della stessa Scuola; il grattacielo situato nel Policlinico dell'Università "Federico II", detto “Torre Biologica”; il Centro del CNR di cui è stato presidente; il Centro di ricerche genetiche BioGeM di Ariano Irpino che promosse e fondò.